# Saskia Santer
Saskia Santer (San Candido, 5 december 1977) is een voormalig biatlete uit Italië. 

## Levensloop
Ze vertegenwoordigde haar vaderland op de Olympische Winterspelen 2002 in Salt Lake City en de Olympische Winterspelen 2006 in Turijn. In het seizoen 2006/2007 kwam Santer uit voor België.
Na haar carrière als biatleet was Santer fysiotherapeut van het Zweedse biatlonteam – tegenwoordig heeft ze haar eigen fysiotherapiepraktijk in Duitsland. Saskia is de jongere zus van biatlete Nathalie Santer en de oudere zus van langlaufster Stephanie Santer.

## Resultaten

### Olympische Winterspelen
| Jaar | Plaats         | Onderdeel   | Onderdeel | Onderdeel     | Onderdeel  | Onderdeel | Onderdeel |
| Jaar | Plaats         | Individueel | Sprint    | Achtervolging | Massastart | Estafette |           |
| ---- | -------------- | ----------- | --------- | ------------- | ---------- | --------- | --------- |
| 2002 | Salt Lake City | 49e         | 36e       | 42e           |            | 11e       |           |
| 2006 | Turijn         | 51e         | 57e       | gelapt        | –          | 12e       |           |

### Wereldkampioenschappen
| 2001 | Pokljuka          | 53e                                     | 31e                                     | 30e                                     | –                                       | 8e                                      |     |
| 2002 | Oslo Holmenkollen | Niet gehouden vanwege Olympische Spelen | Niet gehouden vanwege Olympische Spelen | Niet gehouden vanwege Olympische Spelen | –                                       |                                         |     |
| 2003 | Chanty-Mansiejsk  | 14e                                     | 68e                                     | –                                       | –                                       | 12e                                     |     |
| 2004 | Oberhof           | 40e                                     | 63e                                     | –                                       | –                                       | 12e                                     |     |
| 2005 | Hochfilzen        | 40e                                     | 45e                                     | 43e                                     | –                                       | 13e                                     | 19e |
| 2006 | Pokljuka          | Niet gehouden vanwege Olympische Spelen | Niet gehouden vanwege Olympische Spelen | Niet gehouden vanwege Olympische Spelen | Niet gehouden vanwege Olympische Spelen | Niet gehouden vanwege Olympische Spelen | 12e |
| 2007 | Antholz           | DNS                                     | –                                       | –                                       | –                                       | –                                       | 21e |

### Wereldbeker
Eindklasseringen
| Seizoen   | Algemeen | Individueel | Sprint | Achtervolging | Massastart |
| --------- | -------- | ----------- | ------ | ------------- | ---------- |
| 2000/2001 | 79e      | –           | –      | 62e           | –          |
| 2001/2002 | 49e      | –           | 30e    | 75e           | –          |
| 2002/2003 | 43e      | 30e         | 43e    | 54e           | 35e        |
| 2004/2005 | 47e      | –           | 32e    | –             | –          |
| 2005/2006 | 68e      | –           | 57e    | –             | –          |